# Pinner metróállomás
A Pinner a londoni metró egyik állomása az 5-ös zónában, a Metropolitan line érinti.

## Története
Az állomást 1885. május 25-én a Metropolitan line részeként nyitották meg.

## Forgalom
| Járat | Útvonal | Gyakoriság       |
| ----- | --- | ---------------- |
|       | Aldgate – Liverpool Street – Moorgate – Barbican – Farringdon – King’s Cross St. Pancras – Euston Square – Great Portland Street – Baker Street – Finchley Road – Wembley Park – Preston Road – Northwick Park – Harrow-on-the-Hill – North Harrow – Pinner – Northwood Hills – Northwood – Moor Park – Rickmansworth – Chorleywood – Chalfont & Latimer – Amersham / Chesham | 15 percenként    |
|       | (Aldgate – Liverpool Street – Moorgate – Barbican – Farringdon – King’s Cross St. Pancras – Euston Square – Great Portland Street –) Baker Street – Finchley Road – Wembley Park – Preston Road – Northwick Park – Harrow-on-the-Hill – North Harrow – Pinner – Northwood Hills – Northwood – Moor Park – Croxley – Watford                                                   | 10-15 percenként |

## Átszállási kapcsolatok
| Állomás | Átszállási kapcsolatok |
| ------- | ---------------------- |
| Pinner  | Helyi buszok (Pinner)  |

## Fordítás
- Ez a szócikk részben vagy egészben  a   Pinner tube station című angol Wikipédia-szócikk fordításán alapul.  Az eredeti cikk szerkesztőit annak laptörténete sorolja fel. Ez a jelzés csupán a megfogalmazás eredetét és a szerzői jogokat jelzi, nem szolgál a cikkben szereplő információk forrásmegjelöléseként.